# Tibioplus tachygynoides
Tibioplus tachygynoides là một loài nhện trong họ Linyphiidae.
Loài này thuộc chi Tibioplus. Tibioplus tachygynoides được Andrei V. Tanasevitch miêu tả năm 1989.